# Nederlands Hervormde Kerk (Hoogmade)
Nederlands Hervormde Kerk is een kerk gelegen aan de Kerkstraat in het Zuid-Hollandse Hoogmade. De rechthoekige zaalkerk werd gebouwd van 1729 tot 1730. De kerk heeft boven de westgevel een houten klokkentorentje. De ingang wordt gevormd door een natuurstenen poortje met het jaartal 1729 en het wapen van den toenmalige ambachtsheer Cornelis Sprongh. 
De kerk is eigendom van de Stichting van Cornelis Sprongh uit Leiden en wordt onderhouden door de kerkelijke gemeente. 

## Geschiedenis
De eerst vermelding van een kapel in Hoogmade gaat terug tot de 14e eeuw. Deze kapel behoorde tot de parochie van Jacobswoude. In 1438 werd per pauselijke bul deze kapel tot een zelfstandige parochiekerk verheven. In Omdat de oude kerk te bouwvallig was geworden werd in 1729/1730 een nieuwe kerk gerealiseerd. De oude kerk werd volledig gesloopt met uitzondering van de onderbouw van het klokhuis. In zowel 1959 als 1984 werd het gebouw gerestaureerd. Sinds 1972 staat de kerk als rijksmonument ingeschreven in het monumentenregister.
De kerk is nog steeds in gebruik voor diensten van de protestantse gemeente Hoogmade-Rijpwetering.

## Interieur
De kerk is sober ingericht met een houten preekstoel en houten banken. In de kerk bevindt zich een eenklaviers kabinetorgel uit begin 19e eeuw. Het mechanisch torenuurwerk is van de hand van L. Spruit en stamt uit 1912.

## Foto's

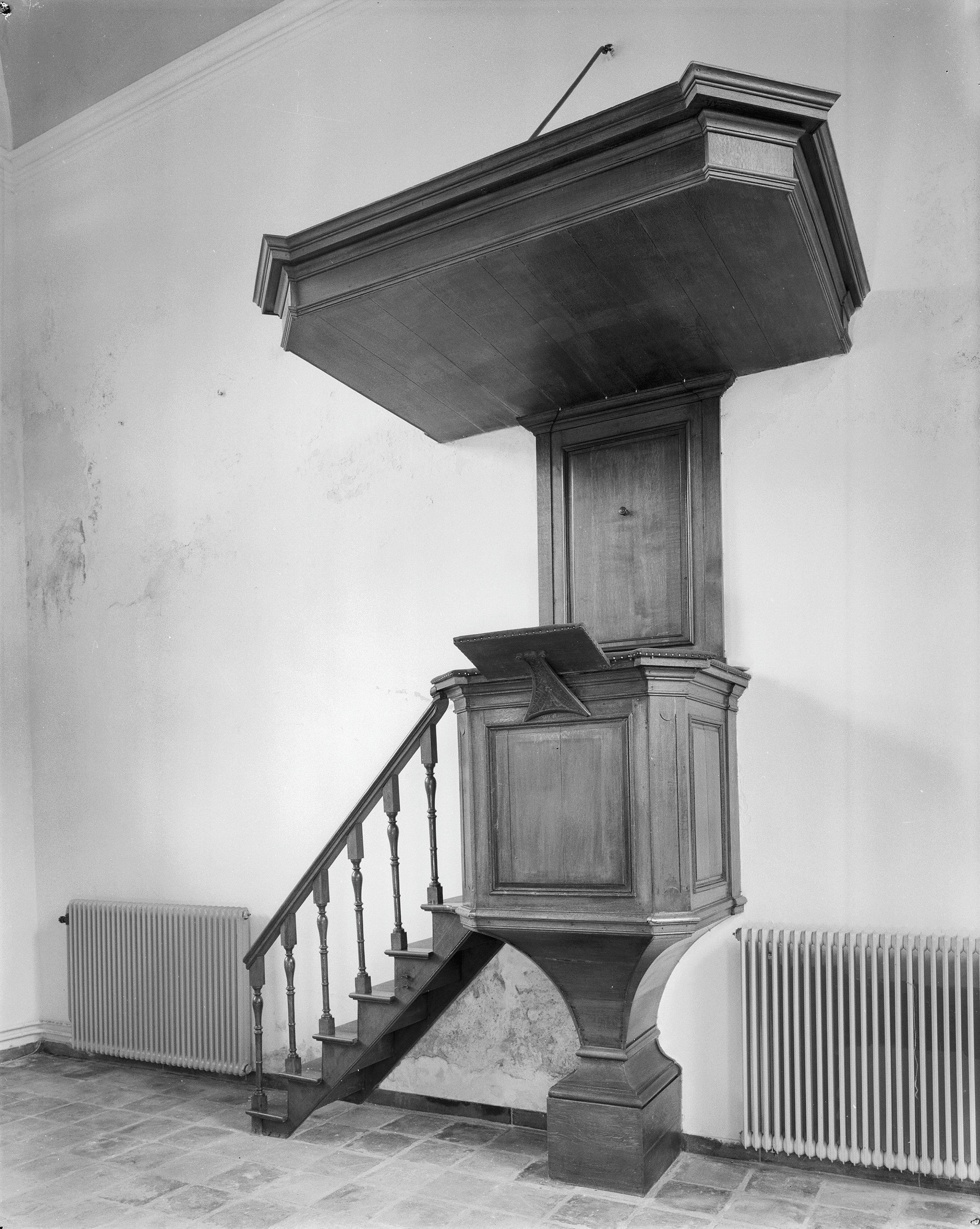
Preekstoel
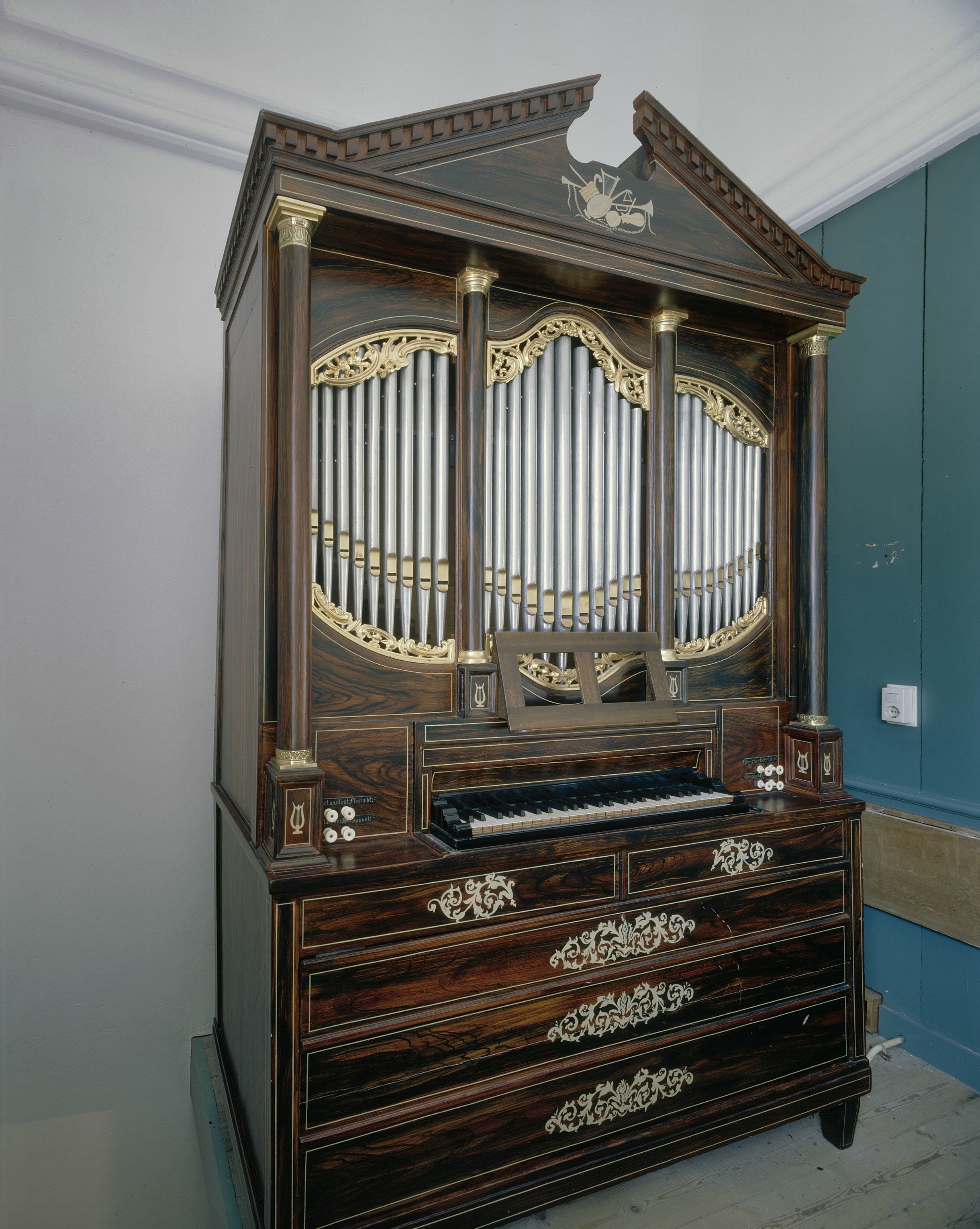
Kabinetorgel